# بيلي تالنت

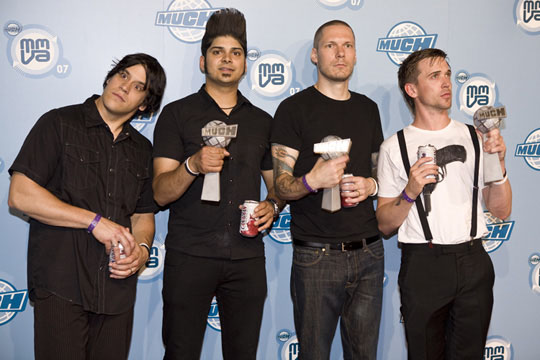
بيلي تالنت

بيلي تالنت (Billy Talent) فرقة روك بديل كندية، تشكلت في أونتاريو سنة 1993. عرفت الفرقة سابقاً باسم بيز (Pezz). حصلت على ست جوائز جونو.

## أعضاء الفرقة
- بنجامين كوفاليفيتش (Benjamin Kofalewicz)، المغني الرئيسي
- إيان ديسا (Ian D'Sa)، عازف جيتار
- جوناثان جالانت (Jonathan Gallant)، عازف جيتار
- آرون سولوفونيوك (Aaron Solowoniuk)، طبال

## أبرز الأعمال الموسيقية
- Watoosh (سنة 1999)
- Billy Talent (سنة 2003)
- Billy Talent II (سنة 2006)
- Billy Talent III (سنة 2009)

## وصلات خارجية
- بيلي تالنت على موقع IMDb (الإنجليزية)
- بيلي تالنت على موقع ميوزك برينز (الإنجليزية)
- بيلي تالنت على موقع ميوزك برينز (الإنجليزية)
- بيلي تالنت على موقع أول ميوزيك (الإنجليزية)
- بيلي تالنت على موقع أول ميوزيك (الإنجليزية)
- بيلي تالنت على موقع ديسكوغز (الإنجليزية)
- بيلي تالنت على موقع ديسكوغز (الإنجليزية)

- الموقع الرسمي